# Supercoupe d'Italie de beach soccer
La Supercoupe d'Italie de beach soccer est une compétition de beach soccer disputée entre le vainqueur du Championnat italien et de la Coupe d'Italie depuis 2004.

## Histoire
En 2004, la ligue nationale amateur de football italien décide de se consacrer au beach soccer est créé trois compétition : le Championnat d'Italie, la Coupe d'Italie et la Supercoupe.

## Palmarès
- 2004 : Catanzaro Beach Soccer
- 2005 : Cavalieri del Mare Beach Soccer
- 2006 : ASD Catania Beach Soccer
- 2007 : ASD Catania Beach Soccer
- 2008 : Cavalieri del Mare Beach Soccer
- 2009 : ASD Catania Beach Soccer
- 2010 : Milano Beach Soccer
- 2011 : ASD Terranova Terracina Beach Soccer
- 2012 : ASD Terranova Terracina Beach Soccer
- 2013 : ASD Terranova Terracina Beach Soccer

## Bilan
| Club                                 | Victoires | Années           |
| ------------------------------------ | --------- | ---------------- |
| ASD Catania Beach Soccer             | 3         | 2006, 2007, 2009 |
| ASD Terranova Terracina Beach Soccer | 3         | 2011, 2012, 2013 |
| Cavalieri del Mare Beach Soccer      | 2         | 2005, 2008       |
| Catanzaro Beach Soccer               | 1         | 2004             |
| Milano Beach Soccer                  | 1         | 2010             |